# (15420) Aedouglass
(15420) Aedouglass est un astéroïde de la ceinture principale.

## Description
(15420) Aedouglass est un astéroïde de la ceinture principale. Il fut découvert le 28 avril 1998 à Kitt Peak par le projet Spacewatch. Il présente une orbite caractérisée par un demi-grand axe de 2,64 UA, une excentricité de 0,27 et une inclinaison de 3,3° par rapport à l'écliptique.

## Compléments